# Callidula kobesi
Callidula kobesi là một loài bướm đêm thuộc họ Callidulidae. Nó là loài đặc hữu của Borneo.
Sải cánh dài 15–16 mm.